# Tianlong-50
Tianlong-50 (chinesisch 天龙-50, Pinyin Tiānlóng-50, auf Deutsch: Himmelsdrache 50; kurz TL-50, auch Sky Dragon 50 oder DK-10) ist ein mobiles, allwetterfähiges Mittelstrecken-Flugabwehrraketensystem aus chinesischer Produktion. Es dient zur Bekämpfung von Drohnen, Flugzeugen und Hubschraubern.

## Entwicklungsgeschichte
Tianlong-50 ist ein von Norinco (North Industries Corporation) entwickeltes Boden-Luft-Flugabwehrraketensystem mittlerer Reichweite. Es wurde erstmals im Jahr 2012 auf der Eurosatory vorgestellt. Auf der South African Aerospace Defense Exhibition im September 2014 stellte die China North Industries Corporation das IBIS-200-Radar vor, das derzeit beim TL-50 zum Einsatz kommt. Das Luftabwehrraketensystem Tianlong-50 wurde als Konkurrenz zum HQ-16 entwickelt, aber von der Volksbefreiungsarmee nicht übernommen und stattdessen nur das HQ-16-System angeschafft. Tianlong-50 wurde trotzdem bis zur Einsatzreife fertig entwickelt und ist für den Export insbesondere für afrikanische Interessenten vorgesehen.

## Technik
Das Tianlong-50-Flugabwehrraketensystem besteht aus einem mobilen Gefechtsstand, einem IBIS-150 oder IBIS-200-Radar sowie aus mindestens drei bis sechs Starterfahrzeugen. Sämtliche Fahrzeuge basieren auf dem Chassis des geländegängigen North-Benz-LKW-Typs 2628 (6×6). Das moderne IBIS-200-Radar ist ein S-Band-3D-Radar, das eine Erfassungsreichweite von 250 km hat und eine Moving Target Indication von 150 km liefert. Es kann 144 Luftziele gleichzeitig verfolgen und simultan 12 Raketen ins Ziel führen. Ein Starterfahrzeug hat vier versiegelte, vor Witterungseinflüssen schützende Transport- und Startbehälter, in denen sich die abschussbereiten Lenkwaffen befinden. Im Mittelteil des Fahrzeuges befinden sich ausfahrbare hydraulische Stützen, die vor dem Raketenstart abgesenkt werden müssen. Die DK-10A-Flugabwehrrakete startet direkt aus dem Behälter.
Die zum Einsatz kommenden DK-10A-Flugkörper wurden aus der chinesischen PL-12-Luft-Luft-Rakete entwickelt. Sie ist mit einer zusätzlichen Booster-Stufe verlängert worden und hat einen größeren Durchmesser als die ursprüngliche PL-12. Die DK-10A hat eine Reichweite von 3 bis 50 km und kann in einem Höhenbereich von 30 m bis 20 km eingesetzt werden. Die Rakete fliegt mit einer Geschwindigkeit von mehr als 1.000 m/s und ist mit maximal 38 g hoch manövrierfähig. Um das Ziel zu treffen, verwendet die DK-10A ein Trägheitslenksystem und einen Datenlink. Die Rakete hat einen 20 kg schweren hochexplosiven Splittergefechtskopf.

## Verbreitung
- Marokko: Drei Systeme mit insgesamt 150 Lenkflugkörpern 2017/2018 ausgeliefert.[4]
- Ruanda[1]